# Braden Schneider
Braden Schneider (* 20. září 2001) je profesionální kanadský hokejový obránce momentálně hrající v týmu New York Rangers v severoamerické lize NHL. V roce 2020 byl stejným klubem draftován již v 1. kole jako 19. celkově. 

## Ocenění a úspěchy
- 2019 MS-18 – Top tří nejlepších hráčů v týmu
- 2020 CHL – Top Prospects Game
- 2020 WHL – Východní první All-Star Tým
- 2021 WHL – Bill Hunter Memorial Trophy

## Prvenství
- Debut v NHL – 13. ledna 2022 (San Jose Sharks proti New York Rangers)
- První gól v NHL – 13. ledna 2022 (San Jose Sharks proti New York Rangers, kanadskému brankáři Adin Hill)
- První asistence v NHL – 27. ledna 2022 (Columbus Blue Jackets proti New York Rangers)

## Klubová statistika
| Sezóna       | Klub                | Soutěž       |     | Základní část | Základní část | Základní část | Základní část | Základní část |   | Play off | Play off | Play off | Play off | Play off |
| Sezóna       | Klub                | Soutěž       | Z   | G             | A             | B             | TM            | Z             | G | A        | B        | TM       |          |          |
| 2016–17      | Brandon Wheat Kings | WHL          | 1   | 0             | 0             | 0             | 0             | 3             | 0 | 1        | 1        | 0        |          |          |
| 2017–18      | Brandon Wheat Kings | WHL          | 66  | 1             | 21            | 22            | 16            | 11            | 0 | 6        | 6        | 4        |          |          |
| 2018–19      | Brandon Wheat Kings | WHL          | 58  | 8             | 16            | 24            | 26            | —             | — | —        | —        | —        |          |          |
| 2019–20      | Brandon Wheat Kings | WHL          | 60  | 7             | 35            | 42            | 42            | —             | — | —        | —        | —        |          |          |
| 2020–21      | Hartford Wolf Pack  | AHL          | 2   | 0             | 1             | 1             | 0             | —             | — | —        | —        | —        |          |          |
| 2020–21      | Brandon Wheat Kings | WHL          | 22  | 5             | 22            | 27            | 12            | —             | — | —        | —        | —        |          |          |
| 2021–22      | Hartford Wolf Pack  | AHL          | 24  | 0             | 9             | 9             | 10            | —             | — | —        | —        | —        |          |          |
| 2021–22      | New York Rangers    | NHL          | 43  | 2             | 9             | 11            | 9             | 20            | 0 | 3        | 3        | 6        |          |          |
| 2022–23      | New York Rangers    | NHL          | 81  | 5             | 13            | 18            | 16            | 7             | 1 | 0        | 1        | 9        |          |          |
| 2023–24      | New York Rangers    | NHL          | 82  | 5             | 14            | 19            | 16            | 16            | 0 | 2        | 2        | 16       |          |          |
| 2024–25      | New York Rangers    | NHL          | 80  | 6             | 15            | 21            | 18            | —             | — | —        | —        | —        |          |          |
| Celkem v NHL | Celkem v NHL        | Celkem v NHL | 286 | 18            | 51            | 69            | 59            | 43            | 1 | 5        | 6        | 31       |          |          |

## Reprezentace
| Rok             | Tým             | Soutěž          | Z  | G | A | B | TM |  |
| --------------- | --------------- | --------------- | -- | - | - | - | -- |  |
| 2019            | Kanada 18       | MS-18           | 7  | 2 | 1 | 3 | 2  |  |
| 2021            | Kanada 20       | MSJ             | 6  | 1 | 2 | 3 | 25 |  |
| 2021            | Kanada          | MS              | 9  | 0 | 1 | 1 | 0  |  |
| Junioři celkově | Junioři celkově | Junioři celkově | 13 | 3 | 3 | 6 | 27 |  |
| Senioři celkově | Senioři celkově | Senioři celkově | 9  | 0 | 1 | 1 | 0  |  |